# Ásgeir Sigurvinsson
Ásgeir „Sigi“ Sigurvinsson (* 8. května 1955) je bývalý islandský fotbalista, který hrál jako záložník. Po skončení aktivní kariéry se stal trenérem. Byl vybrán do seznamu UEFA Jubilee 52 Golden Players.
V roce 1973 přestoupil do Belgie, Standardu Lutych. V roce 1981 přestoupil do Německa. V Bundeslize odehrál 211 zápasů a vstřelil 39 gólů za dva kluby, Bayern Mnichov a především VfB Stuttgart.

## Reprezentační kariéra
Ásgeir odehrál za islandskou reprezentaci 45 zápasů a vstřelil pět gólů. Debutoval dne 3. července 1972, v pouhých 17 letech v přátelském utkání proti Dánsku.